# Manufrance Falcor
 (avril 2025).
Le Manufrance  Falcor est un fusil de chasse à double canon superposé, produit par la firme stéphanoise Manufrance à partir de 1968. Sa commercialisation cesse en 1985. Son principal concurrent fut le Verney-Carron Sagittaire, apparu en 1966 et toujours produit aujourd'hui.

## Technique
Le Manufrance Falcor est un fusil type Anson et Deeley (système inventé en 1875 au Royaume-Uni) dont la mécanique très simple est intégrée au corps de la bascule. La percussion est ainsi assurée par des percuteurs étant armés par la fermeture du fusil. Muni de 2 détentes (ou une seule sélective) sur les versions sportives, il s'ouvre à l'aide d'une clef intégrée au pontet. Les organes de visée sont fixes et se limitent à un guidon en forme de grain d'orge. La crosse demi-pistolet et le fût sont en noyer et partiellement quadrillés .

## Sources
Cette notice est issue de la lecture des revues Cibles (magazine) et Le Chasseur français mais surtout l'ouvrage de
- B. CAMINADE sur Le Manufrance du Collectionneur (1) : les Armes de chasse, paru aux Éditions du Pécari/Manufrance, 1995

et du blog suivant :
- « Chassons français ! Retour sur le Falcor »